# 詹天佑

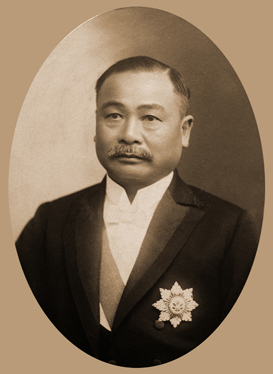
詹天佑（1918年）

詹 天佑（せん てんゆう、中文表記: 詹天佑、英文表記: Jeme Tien Yow）（咸豊11年（1861年）4月26日-民国8年（1919年）4月24日）、字は眷誠。号は達潮。安徽省徽州府婺源県（現在の江西省上饒市婺源県）の人。本籍は広東省南海県。中国初の鉄道技術者。京張鉄路などの建設修理などに携わり、「中国鉄道の父」「中国近代工事の父」などと呼ばれている。

## 出生と留学

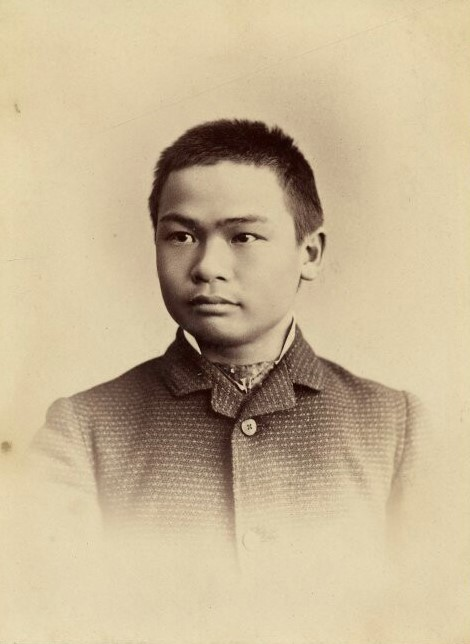
学生時代の詹天佑

清乾隆25年（1760年）、詹万榜（詹天佑の曾祖父）は家族を引き連れ、広州に来て茶葉の商売をして、北門外の拱宸坊に住んでいた。嘉慶21年（1816年）、詹世鸞（詹天佑の祖父）は西門外の十二甫に移り住んだ。以降、居住地で科挙の郷試に参加させるため、詹世鸞は広州府南海県の籍となることを申請し、嘉慶25年（1820年）に許可され、籍を入れる。詹興洪（詹天佑の父）の代で、茶葉の商売は没落の方向に向かい、暮らしは日増しに貧しくなり、詹興洪は南海県西関一帯で、文章を刻んだり、本や手紙を代書して生計を立てていた。
1861年4月26日、詹天佑は西関の十二甫で誕生する。詹天佑はその経歴の中で「広東省南海県」籍と自ら名乗る。実は詹天佑は広州府西関の人である。（当時、西関は南海県に属していた。）
1872年、清末の革新思想家容閎は香港で子供を募集していた。詹興洪の友人である譚伯邨はマカオで商売をしており、見識も広く、先見の明もあった。詹興洪夫婦に対して詹天佑に外国行の試験を受けさせるよう勧めた。譚伯邨は中山の人であるが、詹天佑を気に入っており、将来有望と見ていた。彼は四女の譚菊珍を詹天佑に嫁がせることにした。詹興洪は譚伯邨に、詹天佑を香港へ行かせて出願させることを頼んだ。詹天佑は幼い時から学習し、成績も良好であり、香港へ着いて出願にも成功した。詹天佑は外国留学予備班の試験にわずか12歳で合格した。同治11年（1872年）8月、詹天佑を含む清国の初めての公費派遣である留学生児童30人がアメリカに渡った。
詹天佑はアメリカの小学校、中学校で学習した後、1878年には優秀な成績でイェール大学に入学、土木工学を学習し、鉄道を専攻する。1881年5月に「埠頭のクレーンの研究」という論文で卒業し、哲学学士の学位(Ph.B)を得る。同年、清政府は全ての留学生を召還した。百人あまりの帰国留学生のうち、唐紹儀と詹天佑だけが、学位を取得していた。

## 帰国直後
詹天佑は帰国後、福建馬尾船政学堂へ派遣され、操船技術を学び、福建水師の旗艦「揚武」の砲手となる。清仏戦争では馬江海戦に参加する。福建水師消滅後、1885年には広州の黄埔水師学堂で教師となる。実地調査をして広東沿海海図を作成する。1888年に李鴻章、伍廷芳が創立し、経営していた中国鉄路公司に転入する。イギリスの技術者であるクラウド・ウィリアム・キンダー（en:Claude W. Kinder）の下で、見習い技術者として鉄道技術を学んだ。詹天佑は最初唐山から天津に至る唐津鉄路のうち、塘沽から天津に至る津沽鉄路の建設に携わった。その後キンダーに認められ、ほどなく技術者・地区技術者に昇任した。
1890年、中国鉄路公司は天津から山海関に至る津楡鉄路を建設する。その中で灤河に橋梁を架ける必要があった。工事は最終的に、詹天佑が責任者となった。彼は、気圧潜函法を用いて、中国人作業員が橋脚を作り、橋梁を架けることに成功した。そして、以前招聘していたイギリス・日本・ドイツの技術者がまだ解決していなかった問題を解決したのである。これで詹天佑は徐々に頭角を現し、京津路・萍醴路などの鉄道建設を担ったのである。1894年イギリス土木技術師学会の会員に選ばれる。これは、当学会で初めての華人である。
1902年、袁世凱は西太后の支持を得るために鉄道事業を始め、高碑店から易県に至る「新易鉄路」を建設し、西太后が祖先を祭るときに乗車することができるようにした。詹天佑は主任技師（總工程司）に選ばれ、4ヵ月の時間と低コストで鉄道を建設した。これはわずか37kmの路線で、大きな実質的な役割はないものの、初めて中国人が自ら建設した鉄道である。

## 京張鉄路

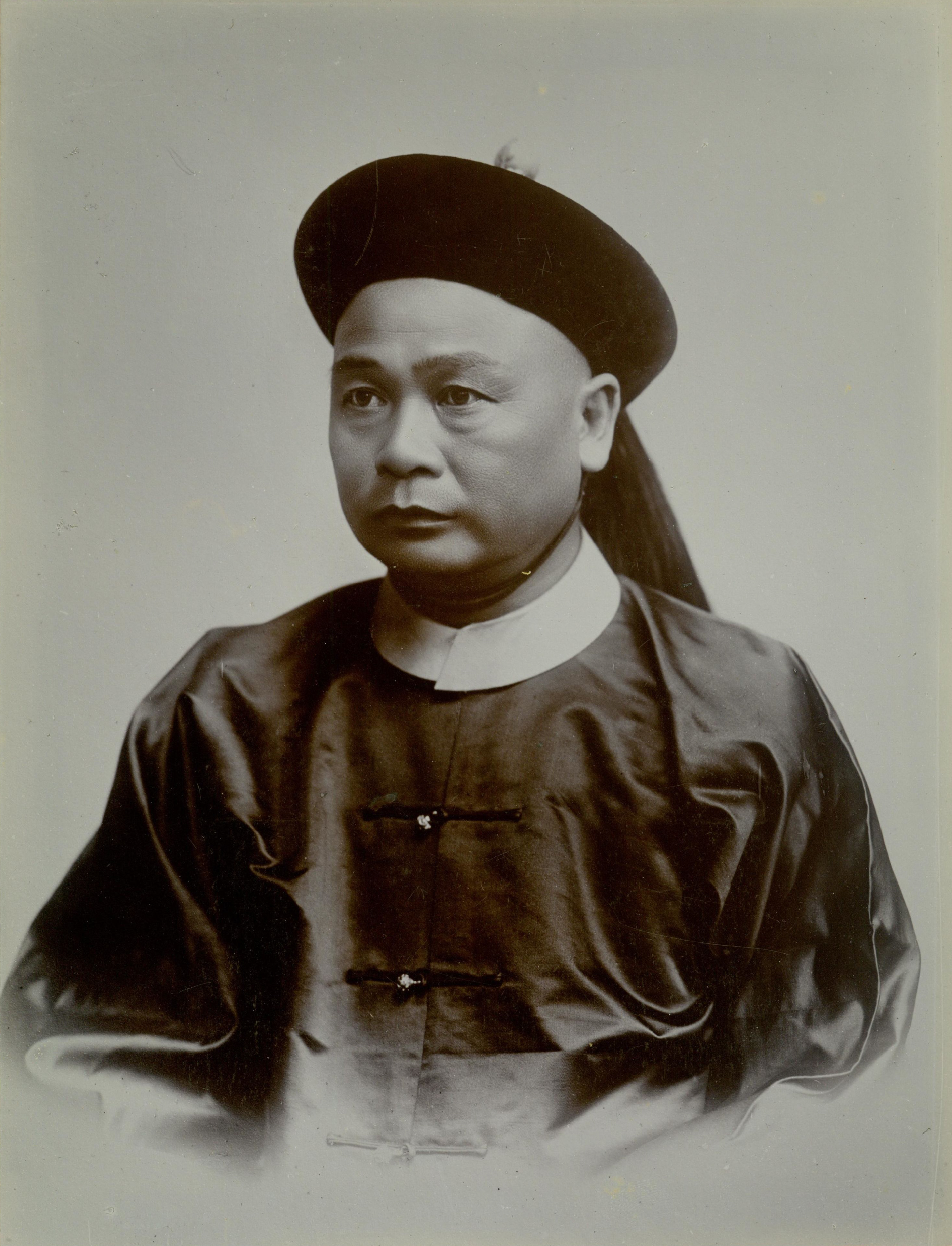
京張鉄路開通時の詹天佑（1909年10月）

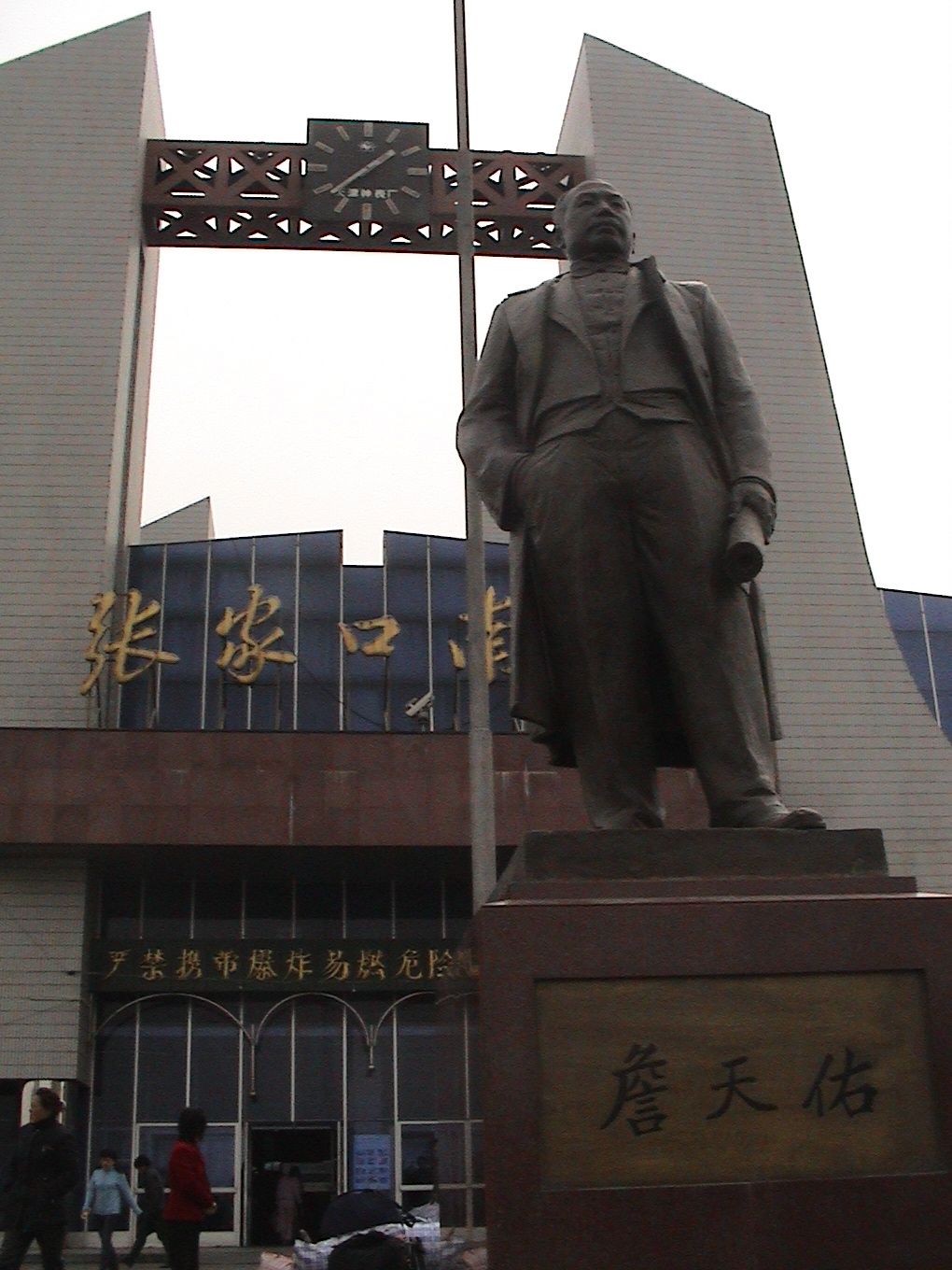
詹天佑の像、張家口駅にて

この後、清政府は北京から張家口に至る京張鉄路の建設準備を始める。この路線は重要な戦略価値があり、イギリスやロシアは建設権を得ようとしており、互いに譲らなかった。そして、イギリスやロシアの測量技師や技術師の幾度に及ぶ実地調査の後は、続々と計画中止を求める声があがった。燕山山脈の中には非常に険しい峰が多くあったからである。特に「第二トンネル」を掘削する予定である燕山二号峰の大部分は、花崗岩や玄武岩で構成されており、当時一般的に使用していた「発破工法」（炸隧開道）をとることが難しかったのである。その結果、袁世凱は1905年に外国の資金を使用せず、外国人を使わないことを決定し、京張鉄路全部を中国人自ら建設することとした。
詹天佑は主任技師（總工程師）を任され、その後さらに鉄道総裁（鐵路總辦）を兼任することとなった。京張鉄路は全長約220kmで、長城内外の燕山山脈を超えるには、多くのトンネルや橋梁を建設する必要があり、工事もかなり複雑になることが予想されていた。当時、一部の外国人の中には、中国人自らこの路線を建造する能力があるか疑問を呈していた。
詹天佑は工事が非常に難しいが、中国の技術師の名声と栄誉に関わることも理解しており、努力を惜しまなかった。詹天佑は自ら測量した3本の計画路線のうち、建設費用が一番安い路線を選んだ。もう1本の路線も比較的条件は良いとされていたが、建設費用が高かったため、計画も放棄されてしまった（この路線は、後に豊沙線として建設される）。
京張鉄路は4年後の1909年（宣統元年）8月11日に完成し、10月2日に開通した。工期を2年短縮することができたため、予算を35万両（テール）節約することができた。
この路線には4つのトンネルがあり、中でも八達嶺トンネルは長さが1,092m、立杭工法（竪井方法）を用いて掘削した。その他にも、長さ200m、鉄骨構造の懐来大橋がある。その他、八達嶺の断崖絶壁にはスイッチバックが設置され、地形の問題を解決した。京張鉄路の建設の成功は、中国の近代工事史の重要な業績となるだけでなく、民間から鉄道を建設するという気風を引き起こし、中国に大きな激励を送ったのである。

## 鉄道の父と逝去
詹天佑は京張鉄路の建設期間中、各種の鉄道工事規格を改定し、全国において採用するよう政府に対して意見書を提出した。中国が現在でも使用している軌間1,435mm（4フィート8.5インチ）の標準軌、イーライ・ジャニー(Eli Hamilton Janney)が発明した自動連結器などは全て詹天佑が提議したものである。そのほか、詹天佑は鉄道人材の訓練育成に力を入れ、技術師昇進規定を制定し、工事者に対する評定や要求を明文化して規定したのである。また、技術師の報酬と評定成績は連動すると明らかに定めた。京張鉄路は多くの中国技術師を訓練育成し、詹天佑が制定した評定規定は他の中国鉄道の規範となった。
京張鉄路の建設後、詹天佑は宣統帝から工科進士を賜り、留学生主任試験官などの職に就いた。1910年には広東省粤漢鉄路総公司総理及び技術師に任命される。1912年には漢粤川鉄路の代表を兼任し、粤漢鉄路と川漢鉄路の建設を請け負うこととなる。
この後、詹天佑は漢口のロシア租界の鄂哈街9号（現在は洞庭街51号）に住んでいた。同年、「中国義技術者学会」（中華工程師學會）が成立し、初代会長に推挙された。中華民国成立後、1913年に交通部技監に任命され、1914年には二等宝光嘉禾章を受賞した。1916年には香港大学から栄誉法学博士の学位を与えられる。1919年にはウラジオストクとハルビンで開催される遠東鉄路会議の中国代表に任命される。4月には病気のため漢口に戻り、4月24日病没した。享年59。
詹天佑と妻の譚菊珍は京張鉄路の青龍橋駅付近に埋葬されている。1922年には青龍橋駅に詹天佑の銅像が立てられた。1987年には付近に記念館が建てられた。詹天佑の名は中国土木業界の最高賞である「中国土木工程詹天佑賞」にその名が残されている。

## 故居

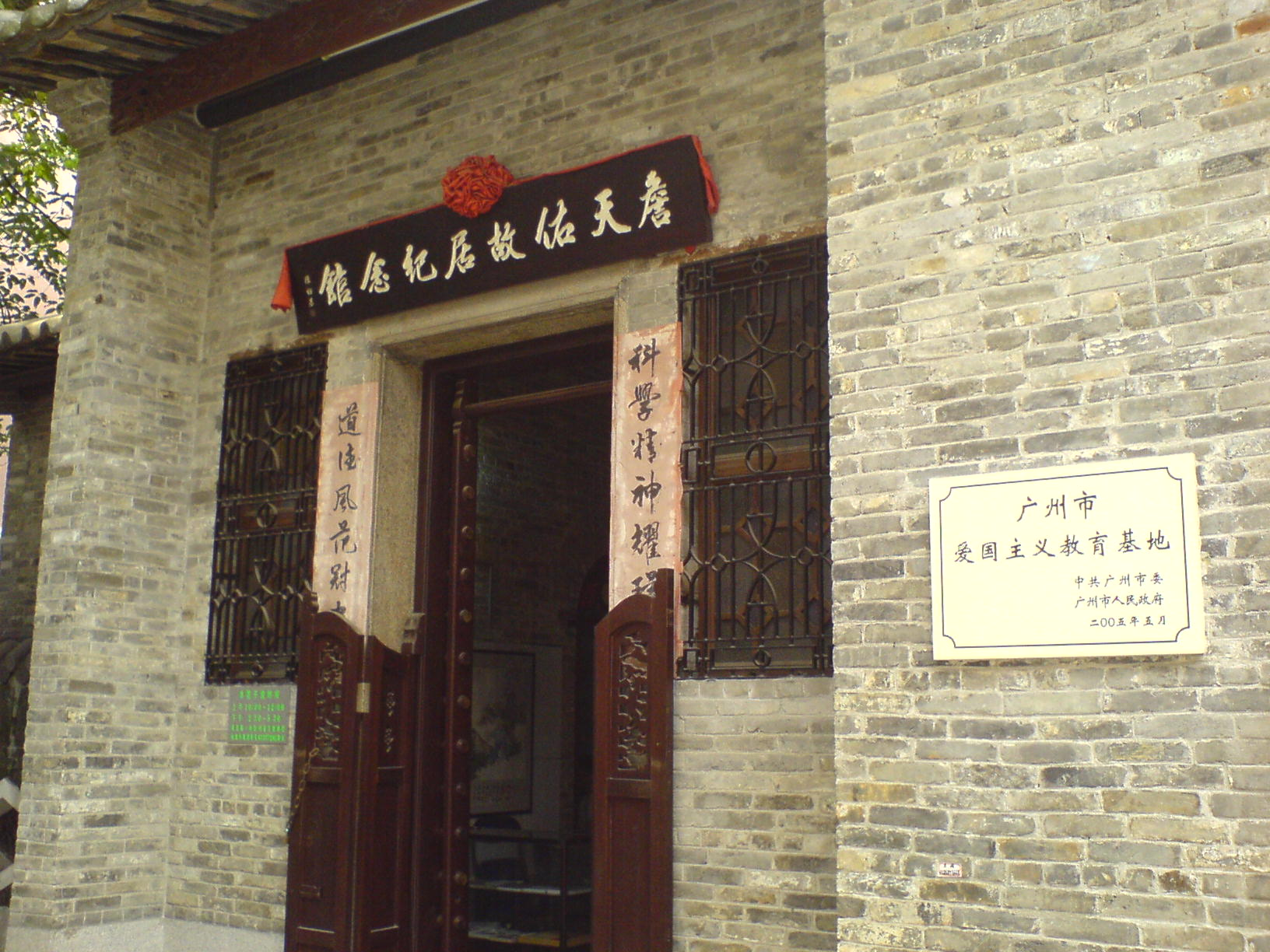
詹天佑の故居

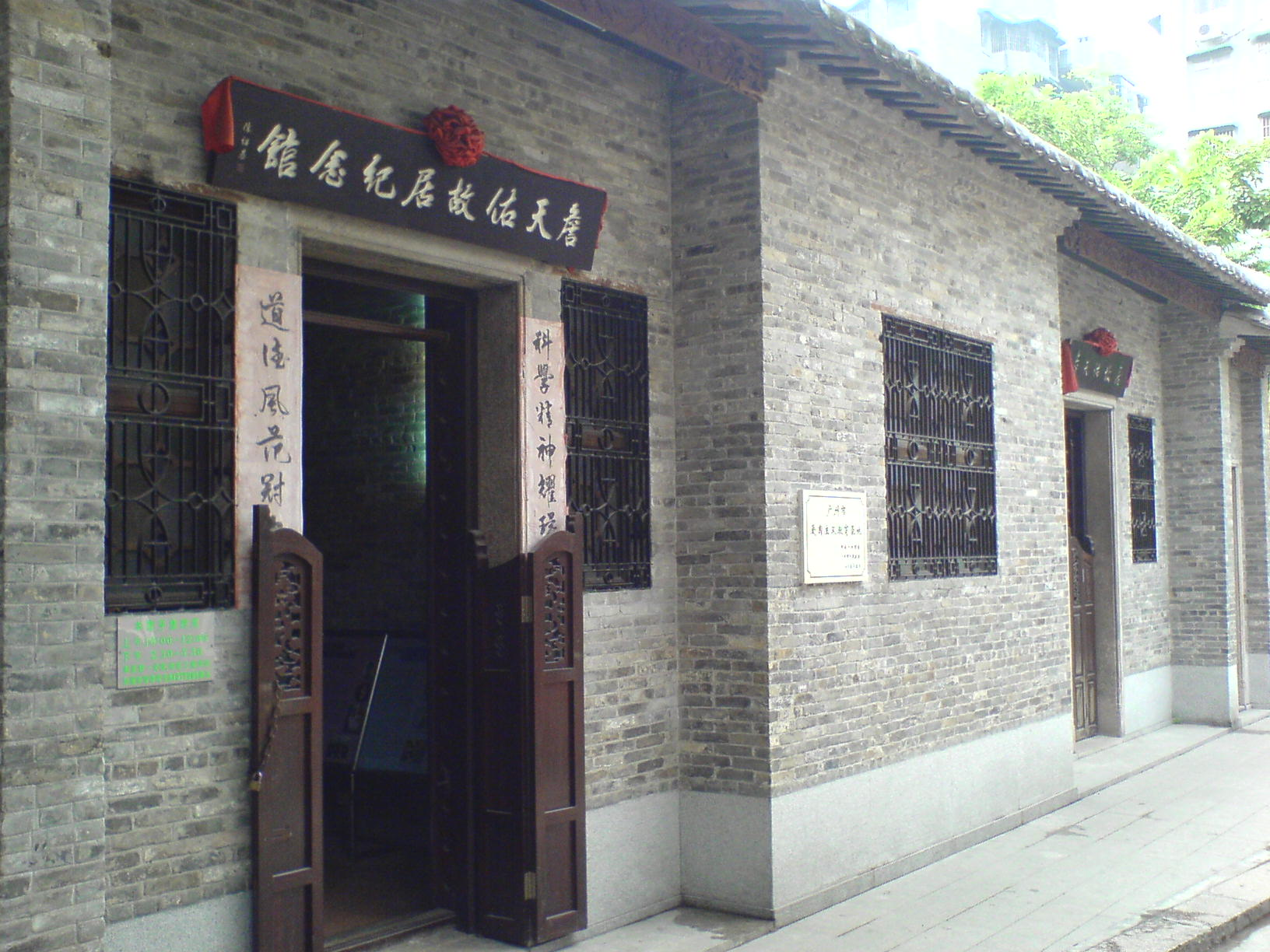
詹天佑の故居

2004年、中国共産党広州市茘湾区委員会および広州市茘湾区人民政府は、十二甫西街にある詹天佑の故居を修復することを決定し、同時に詹天佑博物館を建設することとなった。詹天佑の故居は恩寧路十二甫西街芽菜巷42号であるが、これは詹天佑が出生及び幼年時代に生活していた場所である。元々は、2階半の西関大屋式建築で敷地面積は40m2あまりで、かなり老朽化していた。
2002年10月、茘湾区教育局は「麻雀学校」を改造して、「十二甫西小学」（現、詹天佑小学）を建築するとした。周辺の住居の取り壊しを始めたが、詹天佑の故居も取り壊し範囲に入ることが分かり、茘湾区の政治協商委員がすぐに提議し、故居と隣の水月宮を保護することとなった。詹天佑故居記念館として開発され、愛国主義の教育場所と偉人の故居としての観光地となった。
修復が終わった詹天佑故居記念館は、故居及び4つの部屋を持つ記念館と前後の花壇などからなり、敷地面積は200m2まで拡張し、旧居に比べて5倍以上の広さとなった。詹天佑故居と記念館は西関大屋式建築として修復されている。伝統の青雲煉瓦を用いて立てており、正面の2つの出入口と勝手口があった。木の窓と重厚な木門、壁には満州窓があり、両側の前後の花園も通ることができた。故居のロビーの配置は、19世紀80年代に詹天佑が広州に家で撮ったとされるガラスネガフィルムを参照している。ネガには大きな正方形のテーブル（八仙桌）や大きな椅子（八仙椅）などのマホガニー家具、壁には有名な書画がかかっており、写真をちりばめた額縁も数個あった。これらのガラスフイルムは故居の蔵に1世紀ほど封印され、放置されていたが、2004年に偶然発見された。
詹天佑が京張鉄路の建設中、居庸関と八達嶺の2つのトンネルを開削していた時は、地形が険峻なため「人」の字路線のスイッチバックを建設し、列車を運行させた。これは鉄道建設の大きな快挙に繋がったため、修復された記念館前の花園には小さな「人」の字形の京張鉄路と八達嶺長城が作られており、これを記念している。